# هربرت د. رايلي
هربرت د. رايلي (بالإنجليزية: Herbert D. Riley)‏ هو ضابط أمريكي، ولد في 24 ديسمبر 1904 في بالتيمور في الولايات المتحدة، وتوفي في 17 يناير 1973.